# 시릴 E. 킹 공항

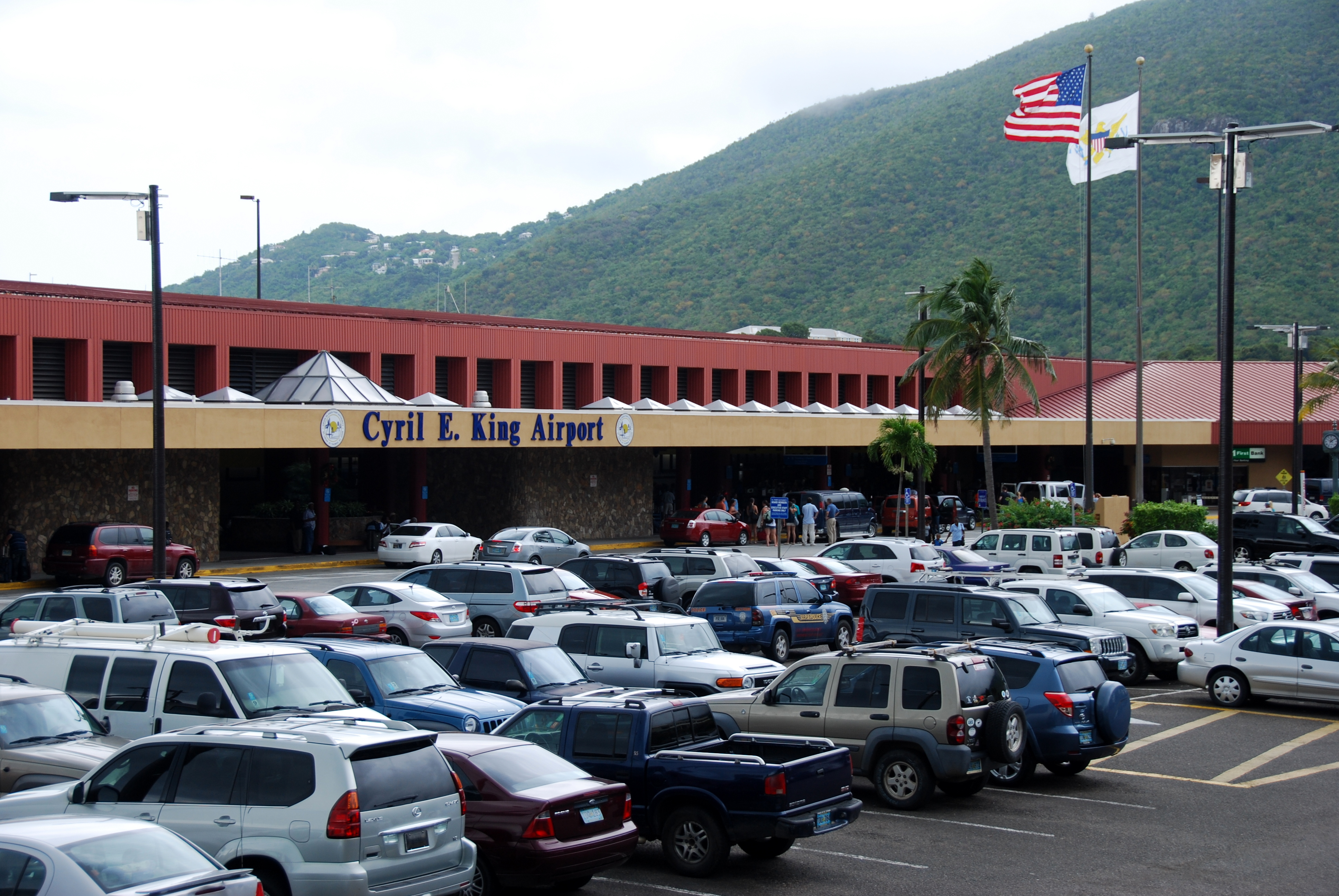

시릴 E. 킹 공항(Cyril E. King Airport, IATA: STT, ICAO: TIST, FAA LID: STT)은 영국령 버진아일랜드 세인트토머스섬 샬럿아말리에 센트럴 비즈니스 디스트릭트로부터 서쪽으로 3킬로미터 떨어진 곳에 위치한 공항이다. 현재 미국령 버진아일랜드에서 가장 분주한 공항이며, 2015년 7월부터 2016년 6월까지 1,403,000명의 승객을 서비스하면서 카리브해 동부에서 가장 분주한 공항 가운데 하나이다. 이 공항은 세인트존섬도 관할한다.